# Asajj Ventress
Asajj Ventress è un personaggio immaginario della saga fantascientifica di Guerre stellari, creata per la serie animata del 2003 Star Wars: Clone Wars di Genndy Tartakovsky e successivamente ripresa in vari media fra cui la serie aninata Star Wars: The Clone Wars del 2008 (che segna la sua prima apparizione canonica nella saga a seguito della nuova timeline entrata in vigore nel 2014), la serie omonima, la terza stagione di Star Wars: The Bad Batch ed il libro L'apprendista del Lato Oscuro (di cui è protagonista insieme a Quinlan Vos).
In tutte le versioni della sua storia, Asajj appare come agente del Conte Dooku durante le guerre dei cloni caratterizzata dal combattere con due spade laser con l'impugnatura ricurva ed un'ostica avversaria per Anakin Skywalker ed Obi-Wan Kenobi.

## Creazione e concezione
Asajj Ventress venne creata a partire da un concept art partorito dal disegnatore Dermot Power durante la progettazione di una possibile apprendista di Palpatine per L'attacco dei cloni, successivamente sostituita dal personaggio del conte Dooku. In una prima stesura il personaggio doveva chiamarsi Juno Eclipse (nome che sarà in seguito ripreso per una dei personaggi del videogame Star Wars: Il potere della Forza del 2011) ma venne cambiato perché non considerato abbastanza minaccioso. Secondo quanto rivelato da Leland Chee (webmaster del sito Holocron) durante una message board sul sito starwars.com nel 2003, il nome "Asajj" deriva dal personaggio di Asaji, versione di Lady Macbeth per il film di Kurosawa Il trono di sangue.

## Apparizioni

### Canone

#### The Clone Wars
Nella terza stagione della serie The Clone Wars, vengono spiegate le origini di Ventress. Asajj veniva dal pianeta Dathomir, dove nacque nel 47 BBY, e apparteneva al clan delle streghe di Dathomir. Quando era molto piccola fu data in affidamento ad un pirata Siniteen di nome Hal'Stad, allontanandosi dunque dalle sue sorelle. Asajj diventò presto una ragazza senza sentimenti, spietata, spregevole e crudele a causa di un assassino weequay che uccise Hal'Stad. Fu soccorsa da un Jedi di nome Ky Narec, che notò grandi abilità nella Forza da parte della piccola. Narec prese poi Asajj come sua apprendista e i due compirono diverse missioni insieme, finché Narec non venne ucciso dallo stesso weequay che uccise Hal'Stad. A causa di questo, Asajj aveva già tutte le nozioni di un cavaliere Jedi, ma non era capace di controllare le sue emozioni. Tenne la spada laser dalla lama verde di Ky Narec come ricordo dei tempi passati con lui, più la sua, e sviluppò un intenso odio verso i Jedi, che riteneva responsabili dell'abbandono di Narec.
Quando ormai la ragazza credette di non avere più un futuro davanti a sé venne scoperta dal malvagio conte Dooku, che decise di portarla al Lato Oscuro, prendendola come propria apprendista e agente personale. Ventress, in seguito, rapì il figlio di Jabba the Hutt, facendo credere all'hutt che il rapimento fosse stato effettuato dalla repubblica, portandolo sul pianeta Teth; successivamente si scontrò con Kenobi sullo stesso Teth. Intraprese anche una missione su Rugosa, luna di Toydaria. Il suo obiettivo era quello di intercettare il generale e maestro Jedi Yoda, diretto sul pianeta per stipulare un'alleanza con il re Katuunko. Per convincere il re della superiorità dei Separatisti, mandò una divisione di droidi contro Yoda e i tre cloni sopravvissuti. Dopo aver assistito alla schiacciante sconfitta dei droidi, ricevette l'ordine da Dooku di uccidere Katuunko. Tuttavia, il maestro Yoda arrivò appena in tempo per disarmarla. Con un abile stratagemma, Asajj riuscì a fuggire, mettendo in pericolo i presenti e costringendo Yoda a salvarli, favorendo la sua fuga.
Fu anche incaricata dell'importante missione di salvataggio del viceré Nute Gunray, sulla nave Tranquillity. Qui dovette scontrarsi con Ahsoka Tano e Luminara Unduli. Riuscì quasi ad uccidere Luminara, che si salvò solo grazie all'intervento di Ahsoka. Tuttavia, anche grazie all'aiuto del capitano Argyus, comandante della guardia del Senato, unitosi ai Separatisti, liberò Gunray. In seguito uccise Argyus, il quale voleva prendersi tutti i meriti del salvataggio.
Completamente indipendente da Dooku (avendola tradita) e dalla CSI, si recò in seguito da Madre Talzin, leader delle Sorelle della Notte, per cercare un degno apprendista, dopo che Dooku l'aveva abbandonata. Ella prese come suo apprendista Savage Opress ma questi, coinvolto in un letale gioco di vendette tra Asajj e Dooku, fugge via per poi tornare da Madre Talzin.
Cercò poi di impedire il massacro del suo clan su Dathomir per mano del generale Grievous e degli eserciti della Confederazione Separatista e ordinato da Dooku stesso. Ella duellò con il generale ma nonostante i suoi sforzi tutte le sorelle del clan, eccetto Madre Talzin, furono assassinate. Nonostante poi fosse ossessionata da Obi-Wan, ella lo salvò da Darth Maul ("risorto") e dal suo ex-apprendista Savage Opress sul Turtle Tank su Raydonia. In seguito diventerà una cacciatrice di taglie e, nel 20 BBY, gli venne affidato un importante incarico su Quarzite insieme a Boba Fett, Dengar, Bossk, Latts Razzi e C-21 Highsinger. I sei dovevano trasportare su di un treno Pluma Sodi (la sorella di un Kage del luogo, Krismo Sodi), finita ingiustamente in sposa al tiranno locale di specie Belugan, Otua Blank, ma Bossk, Dengar, Latts e C-21 vennero buttati fuori dal treno a seguito dell'attacco di un commando di Kage, decisi a liberare la prigioniera. In un momento di umanità Asajj decise di liberare Pluma (a seguito del suo dovuto pagamento) e di "consegnare" invece Boba (rinchiuso in un forziere ed imbavagliato) a Blank, dando poi il ricavato al resto del gruppo di cacciatori. Aiutò poi Ahsoka Tano, dopo che essa era stata ingannata e coinvolta in un complotto per toglierla di mezzo. Ventress fornì informazioni alla Tano riguardo al ritrovamento dei nanodroidi esplosivi usati per l'attentato al Tempio Jedi ma, dopo averla lasciata, fu stordita da Barriss Offee (senza che questa si sia mostrata) che le rubò il casco e le sue spade laser.

#### L'apprendista del Lato Oscuro
Nel romanzo canonico L'apprendista del Lato Oscuro, durante una missione per assassinare il Conte Dooku, il Jedi Quinlan Vos incontra e s'innamora di Asajj, la quale lo porta a esplorare il lato oscuro della Forza.

### Legends
Con l'acquisizione della Lucasfilm da parte di The Walt Disney Company nel 2012, la maggior parte dei romanzi e fumetti di Guerre stellari prodotti su licenza sono stati inseriti nel brand Star Wars Legends e dichiarati non canonici al franchise nel mese di aprile del 2014.

#### Clone Wars
Durante le guerre dei cloni, Asajj fu scoperta da Darth Tyranus in un'arena su Rattatak. All'inizio Tyranus dubitava della sua abilità in combattimento, ma quando vide come Asajj aveva ucciso con facilità molti nemici in una arena, si convinse a prenderla come agente operativa. Asajj non credeva però che Dooku sapesse del Lato Oscuro e il conte decise di "illuminarla" battendola in un breve duello, al seguito del quale Dooku distrusse le sue spade laser. In seguito la presentò a Darth Sidious, che le diede il rango di Comandante delle Forze Separatiste, e le diede il compito di uccidere un certo Jedi, Anakin Skywalker. Poco prima della sua partenza, Dooku le offrì in dono due nuove spade laser dalla lama rossa dall'elsa ricurva, molto simili alla sua, le quali erano appartenute alla sua ex-allieva Komari Vosa.
Ventress si rivelò ai Jedi su Ohma-D'un, dove prese la testa del maestro Jedi Glaive, ferì Zule Xiss e uccise quasi Obi-Wan Kenobi. Ventress si mostrò anche su Ruul, dove Mace Windu stava incontrandosi con Sora Bulq e altri Jedi. Kenobi e Ventress si incontrarono alcune settimane dopo, su Queyta. Nonostante avesse il compito di uccidere Skywalker, Asajj divenne presto ossessionata dal suo maestro Obi-Wan. Riuscì a catturarlo durante la battaglia di Jabiim e a trasportarlo su Rattatak per interrogarlo e nella speranza di poterlo dare in dono al conte Dooku. Kenobi riuscì a fuggire riuscendo anche a prendere la spada di Ky Narec da Asajj, come segno di insulto. Asajj si incontrò con Anakin e Obi-Wan su Vjun, ma fuggì quando vide che in due erano troppo superiori. Ventress venne in seguito mandata ancora ad uccidere Anakin Skywalker, durante la battaglia di Muunilist: il Jedi la seguì fino a Yavin IV, dove i due si affrontarono in un selvaggio duello sul tempio massassi, al termine del quale Ventress disarmò Skywalker; l'apprendista Sith, però, si lasciò sfuggire la vittoria poiché Anakin riuscì a sottrarle una delle sue spade e, facendo ricorso alla sua rabbia, a costringerla ad indietreggiare fino all'orlo di un baratro, dove la violenza dei colpi di spada del Jedi fece cedere la roccia sottostante, facendo precipitare Ventress nel vuoto (anche se non morirà).
Durante il loro scontro, Obi-Wan aveva imparato molto sul passato di Asajj, giungendo alla conclusione che non fosse malvagia, ma solo ingannata dagli eventi. Così decise di cercarla e di portarla alla Luce.

#### Fumetti
Un'origine alternativa di Ventress venne mostrata nel fumetto Republic 60: Hate and Fear, In questa versione non viene specificata l'origine Dathomiriana del personaggio e si assiste alla morte dei suoi genitori e non di Hal'Stad (a differenza di quanto sarà poi mostrato in Star Wars: The Clone Wars). Le due versioni coincidono quando la ragazzina viene soccorsa da Narec.
Asajj appare nel fumetto Star Wars: Obsession dove (a seguito del suo scontro su Yavin VI) viene "rianimata" dal conte Dooku su Boz Pity ed affronta in duello Anakin e Obi-Wan, per poi venire tradita dal conte e ferita gravemente da una delle Guardie Magne. Riesce però a fuggire dal pianeta e a rivelare a Kenobi delle successive mosse dei Separatisti, per poi ordinare ai piloti della nave su cui viene trasportata di portarla il più lontano possibile da Dooku, dai Jedi e dalla guerra. Tale decisione potrebbe averla salvata dall'avvento dell'Impero Galattico e dalla Grande Purga Jedi.

#### Romanzi
Una delle prime menzioni di Asajj fuori dalle serie animate si ha nella trasposizione letteraria del film La vendetta dei Sith di Matthew Stover (uscito nel 2005), dove viene nominata insieme al personaggio di Durge.

#### Videogiochi
Nel videogioco Star Wars: Movie Duels, Asajj affronta in duello Anakin Skywalker quando questi si reca su Mustafar per eliminare il Consiglio Separatista. In questo caso la donna unisce insieme le sue due spade laser in modo da ottenerne una a doppia lama.

## Armi
Asajj usa un tipo particolare di spada laser chiamato linksaber: si tratta di due spade laser collegate tra loro mediante un filo; secondo molti maestri Jedi, quest'arma richiede una maestria superiore rispetto sia alle spade laser tradizionali sia a quelle a doppia lama.